# Six Jours de Tilbourg
Les Six Jours de Tilbourg sont une course cycliste de six jours disputée à Tilbourg, aux Pays-Bas. Deux éditions se sont déroulées en 2009 et 2011.

## Palmarès
| Année | Vainqueur                       | Deuxième                      | Troisième                     |
| ----- | ------------------------------- | ----------------------------- | ----------------------------- |
| 2009  | Franco Marvulli Tristan Marguet | Léon van Bon Pim Ligthart     | Leif Lampater Fabian Schaar   |
| 2010  | Non-disputés                    |                               |                               |
| 2011  | Nick Stöpler Yoeri Havik        | Cyrille Thièry Loïc Perizzolo | Roy Pieters Geert-Jan Jonkman |